# Marcus Asinius Marcellus (Konsul 54)
Marcus Asinius Marcellus war ein im 1. Jahrhundert n. Chr. lebender römischer Politiker.
Durch ein auf den 18. Juni 54 datiertes Militärdiplom ist belegt, dass Marcellus 54 zusammen mit Manius Acilius Aviola ordentlicher Konsul war. Der ordentliche Konsul des Jahres 104, Marcus Asinius Marcellus, war möglicherweise sein Sohn oder Enkel.
Weitere Informationen über Marcellus sind nicht überliefert, außer dass er im Jahr 61 in einen Skandal um die Fälschung eines Testaments verwickelt war, aus dem er dank „der Erinnerung an seine Vorfahren und der Fürsprache des Kaisers“ unbeschadet, jedoch nicht ohne Ehrverlust hervorging.